# Caloplaca atrosanguinea
Caloplaca atrosanguinea är en lavart som först beskrevs av G. Merr., och fick sitt nu gällande namn av I. M. Lamb. Caloplaca atrosanguinea ingår i släktet orangelavar och familjen Teloschistaceae.   Inga underarter finns listade i Catalogue of Life.